# George Tooker
Pour les articles homonymes, voir Tooker.
George Tooker né le 5 août 1920 à New York et mort le 27 mars 2011 à Hartland est un peintre américain.
Il est un des plus importants représentants du réalisme magique.

## Biographie
Dans les années 1940, George Clair Tooker a eu une relation avec Jared French et Margaret Hoening. Il rencontre par la suite son partenaire William Christopher, et reste avec lui jusqu'à la mort de Christopher en 1973.